# Гюдрьод Ловеца
Гюдрьод Халвдансон известен с прозвищата си Гюдрьод Ловеца и Гюдрьод Великолепния (на старонорвежки: Guðrǫðr veiðikonungr, Guðrǫðr gǫfugláti) е полулегендарен конунг на едно от малките кралства в югоизточната част на Норвегия. Произхожда от династията Инглинги. Той е баща на Халвдан Черния и дядо на първия норвежки крал Харал Прекраснокосия.
Гюдрьод се споменава в глава XLVIII на Сага за Инглингите на Снори Стурлусон.
Гюдрьод е син на Халвдан Щедрия на злато и пестеливия на храна от династията Инглинги и на Лив Дагсдотир от Гренландия. Той има два брака. Първият е с Алвхилда, дъщеря на конунг от Алвхейм (област на границата с Швеция), от която има син Олав Гайщад-Алв. След като Алвхилда умира двайсетина години след раждането на първородния му син Олав, Гюдрьод решава да се ожени отново и изпраща пратеници в Агдер при конунга Харалд Рижата брада, за да поиска ръката на дъщеря му Оса Харалдсдотир. Харалд отказва предложението и Гюдрьод решава да отвлече Оса. Една нощ той атакува имението на Харалд, но среща ожесточена съпротива. В завързалата се битка Харалд Рижата брада и синът му Гюрд загиват, а Гюдрьод отвежда със себе си Оса и я принуждава да му стане жена. Тя му ражда син – Халвдан Черния, наречен така заради черната му коса.
Но Оса Харалдсдотир му отмъщава за смъртта на баща си и брат си. Малкият Халвдан Черния е едва на годинка, когато тя организира убийството на Гюдрьод. Една нощ след пир, когато Гюдрьод бил много пиян, неизвестен мъж го напада и пронизва с копие. Извършителят на убийството е моментално убит, а на сутринта се разбира, че той е слуга на Оса и действа по нейна заповед. Оса веднага отвежда сина си в Агдер и го отглежда там.